# Сорита (Аризона)
Сорита (енгл. Sahuarita) град је у америчкој савезној држави Аризона. По попису становништва из 2010. године у њему је живело 25.259 становника.

## Демографија
Према попису становништва из 2010. године у граду је живело 25.259 становника, што је 22.017 (679,1%) становника више него 2000. године.
| Група             | 2000.         | 2010.          |
| Белци             | 2.357 (72,7%) | 15.249 (60,4%) |
| Афроамериканци    | 19 (0,6%)     | 742 (2,9%)     |
| Азијати           | 32 (1,0%)     | 499 (2,0%)     |
| Хиспаноамериканци | 784 (24,2%)   | 8.077 (32,0%)  |
| Укупно            | 3.242         | 25.259         |